# Amurszk
Amurszk (oroszul: Амурск) határterületi alárendeltségű város Oroszország ázsiai részén, a Habarovszki határterületen, az Amur partján. Az Amurszki járás székhelye, de nem tartozik a járáshoz. Komszomolszk-na-Amure ipari bolygóvárosa. 
Népessége: 42 970 fő (a 2010. évi népszámláláskor).

## Elhelyezkedése
A Közép-amuri-alföld északkeleti részén, az Amur alsó folyásának bal partján fekszik. Habarovszktól 328 km-re északra, Komszomolszk-na-Amuretól 54 km-re délnyugatra helyezkedik el. Az Amur egyik mellékága mentén 14 km hosszan nyúlik el és két kerületből áll. 16 km-re van a legközelebbi vasútállomás, Milki, a Komszomolszk-na-Amure–Volocsajevka (Habarovszk mellett) vonalon.

## Története
A települést a szovjet korszakban, az orosz Távol-Kelet nagy cellulóz- és papíripari (karton-) kombinátjának felépítésére és üzemeltetésére létesítették. Helyét Komszomolszk-na-Amuretól 40 km-re, a nanajok Padali nevű halászfaluja mellett jelölték ki, melyet a közeli Padali-tóról neveztek el. A helyszín felmérését és a tervezést már 1936-ban megkezdték, de a megvalósítás a világháború miatt csak 20 évvel később kezdődött. 1956-ban hoztak határozatot a nagy kombinát és a hozzá tartozó munkatelep építéséről. Az első építők 1958-ban érkeztek a helyszínre, Padali falut átnevezték Amurszkra, és a település 1962 járási székhely lett. A kombinát első termelőüzemét 1963-ban kezdték építeni és 1967-ben helyezték üzembe. 1990 elején a hatalmasra duzzadt vállalatnak kb. 4500 dolgozója volt.
1973-ban a település városi rangot kapott, és jóváhagyták városrendezési tervét. A hőerőmű 1965-ben kezdett termelni, teljes egészében az 1970-es évekre készült el. Szintén az 1970-es években két nagy hadiipari üzem épült: az Amurmas gépgyár (fénykorában kb. 5000 alkalmazottja volt) és a Vimpel (jelentése: 'jelzőzászló') lőszergyár. A közeli Padali-tó mellett nagy fafeldolgozó kombinát létesült, melynek első egysége 1972-ben, fűrészáru üzeme 1974-ben, bútorgyára 1983-ban kezdte meg a termelést. 1983-ban újabb iparvállalat alakult, a vegyipari termékek gyára (Polimer).

## 21. század
A Szovjetunió felbomlása és az 1990-es évek válságának következtében a város meghatározó nagyvállalatai megszűntek, vagy átalakulva csak egyes részeik élnek tovább, új tulajdonosi formában. Kivétel a Vimpel tölténygyár, melyet központi intézkedésekkel sikerült megmenteni, és 2006-ban központi irányítás alá került. Továbbra is működik a város fő energiaforrása, a hőerőmű.
2010–2012-ben Amurszk mellett felépült és termelni kezdett a Polimetal cégcsoport korszerű hidrometallurgiai kombinátja, ahol aranytartalmú koncentrátumokból nyernek ki aranyat. 2019-ben elkezdődött és 2023-ra fejeződhet be a jóval nagyobb kapacitású második üzem építése. A cég jelentős mértékben hozzájárul a város és a járás szociális, egészségügyi intézményeinek korszerűsítéséhez is.
Régen cellulóz- és papíripari kombinát is volt a városban, de a Szovjetunió felbomlása után megszűnt. Később egy nagy faipari holding azt tervezte, hogy újat épít, de a beruházás megtérülését nem látta biztosítottnak, ezért 2021-ben elállt a projekt megvalósításától.